# Імперська печатка Кореї
Імператорська печатка Кореї або Івамун (кор.: хангиль: 이화문, ханча: 李花紋) — один із символів Корейської імперії. Спочатку це була емблема королівської родини, а згодом використовувалася як герб недовгої імперії. На символі зображена квітка сливи (이화, Ihwa). Цвітіння сливи, широко відоме як Маехва, сигналізує про початок весни в Кореї (Коли в Кореї цвіте весна, 2021). Цвіт сливи вважався символом мужності перед обличчям труднощів, особливо у таких фізично делікатних речах, і давно захоплювався корейськими та китайськими літераторами (Sunglim Kim, 2018). Оскільки слива цвіте між двома сезонами, вона також вважається символом весни — приносить тепло, перехід і обіцянку плодоношення (У кожної сливи є історія, 2022). З давніх часів цвіт сливи був наповнений змістом і таємницею. Цвіте слива наприкінці зими, тому її називають вісницею весни. Вони також символізують наполегливість через те, що вони можуть цвісти під час холодної зими. Оскільки вони вважаються першою квіткою року, вони також символізують чистоту та оновлення. Квіти сливи повинні мати п'ять пелюсток. Вважається, що його п'ять пелюсток несуть 5 різних благословень, таких як: багатство, здоров'я, доброчесність, спокій і природна смерть (Цвітіння сливи, його символіка та значення, 2021).
Імператорська печатка Кореї вперше представляла клан Чонджу І. Символ клану Чонджу І став одним із символів королівської сім'ї, коли король Теджо з клану Чонджу І зійшов на трон у результаті державного перевороту проти короля У з династії Горьо. Досвідчений військовий стратег і відомий полководець Теджо відзначився, відбивши мародерів Воко. Теджо взяв під свій контроль Горьо до липня 1392 року, офіційно перейменувавши Горьо на «Королівство Великого Чосона», зайнявши трон (династія Чосон, 2022). Символ клану Чонджу І став імперською печаткою Кореї, коли японці вбили царицю короля Гочжона, антияпонську настрою, імператрицю Мьонсон. Побоюючись за своє життя, Годжонг втік до російської місії, де провів цілий рік. У 1897 році Годжонг покинув місію та оселився в Деоксугун, де проголосив імперію Даехан (Корейська імперія), ставши імператором Ґванму (Сет, 2016). Годжон змінив символ клану Чонджу І на Імператорську печатку Кореї. Сьогодні печатка використовується як символ асоціацією сімей клану Чонджу І, який був королівською родиною династії Чосон та імператорською родиною Корейської імперії.

## Галерея

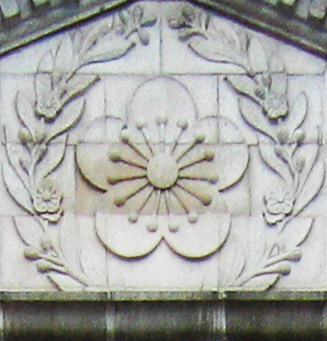
Сокчоджон, Деоксугун у Сеулі
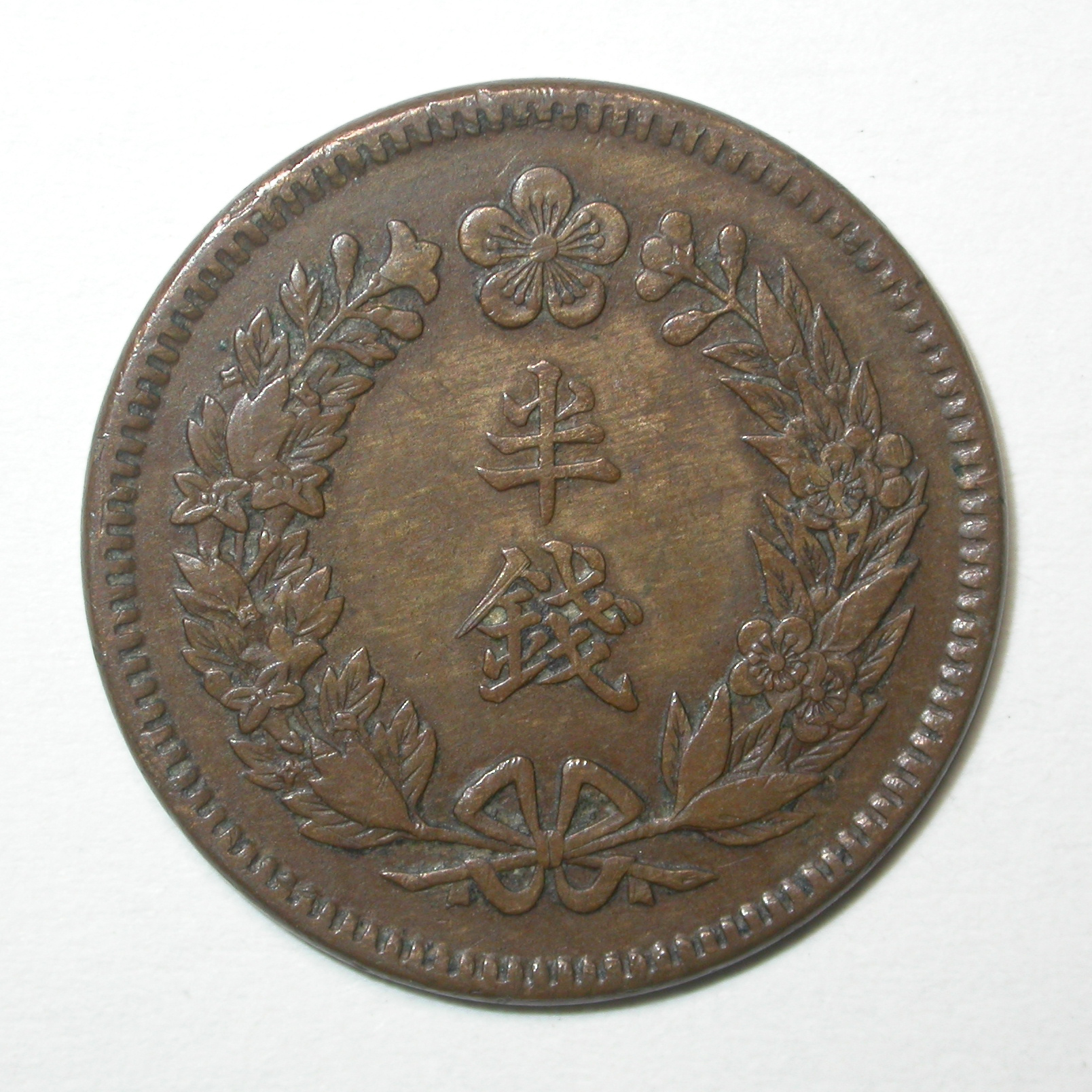
½ чон. Монета Корейської імперії (1909).
Державна печатка Кореї
Герб Корейської імперії (1900)